# Château de Thanvillé
Le château de Thanvillé est un monument historique situé à Thanvillé, dans le département français du Bas-Rhin.
Le château fait l'objet d'une protection partielle au titre des monuments historiques.

## Localisation
Ce bâtiment est situé au Schlosshof et au 7, rue du Château à Thanvillé.

## Historique
Le 17 août 1870, le capitaine Stouvenot, de la 8e compagnie, se dirige vers 13 heures en direction de l’ouest avec le sous-lieutenant Minicus et 48 hommes. Il pousse la reconnaissance jusque dans le Val-de-Villé. Les gardes mobiles surprirent dans leur bivouac, en face du château de Thanvillé, deux escadrons du régiment de dragons badois du 20e corps, commandés par le major von Kleiser. Les mobiles attaquent les Badois qui eurent le temps de monter en selle avant d’être cernés. Ils s'échappent en gagnant le fond de la vallée et en sabrant hommes et femmes qu’ils trouvent sur leur passage. Ils gagnent les bois d'Erlenbach, du côté de l'Ungersberg. Le capitaine Stouvenot avait fait prévenir la place de Sélestat qu’il était fortement engagé dans Thanvillé contre des forces supérieures en nombre. Le commandant ordonne alors à la 7e compagnie de se porter à son secours. Les cavaliers badois ont 10 hommes tués et une trentaine de blessés qui sont laissés sur place. Cinq prisonniers sont ramenés à Sélestat. 
Le lendemain, il manquait 47 dragons à l'appel ce qui incita les Badois à exercer de violentes représailles car ils pensaient que les paysans de la vallée avaient secondé les gardes mobiles. Les soldats badois se répandirent alors dans toute la vallée, réquisitionnant à outrance dans tous les villages, pillant et fusillant même quatre pères de famille à Thanvillé, soupçonnés d’avoir tiré sur les dragons. 
M. de Castex, considéré comme le chef du mouvement, est condamné à mort par contumace. Son château est pillé, des vases de Sèvres de grande valeur sont brisés et la tenue de général du premier Empire de son père est lacérée. 
Villé est rançonnée sans pitié, on emmena comme otages des prêtres, des maires, des notables qui ne furent relâchés que le 2 septembre grâce à l’intervention de l'ambassadeur d'Angleterre.

## Protection
Sont inscrits par arrêté du 9 mai 1988 :
- la cage d'escalier du corps de logis principal ;
- le mur d'escarpe ;
- le portail sud du domaine ;
- les vestiges du mur d'enceinte avec portail et tourelle à l'extrémité Ouest du domaine.

Sont classés par arrêté du 9 mai 1989 :
- les façades et toitures du corps de logis principal et grand escalier intérieur du XVIIIe siècle ;
- les dépendances en totalité y compris le pavillon central avec sa tourelle d'escalier et ses tourelles d'angle.